# Cheng Man-ch’ing

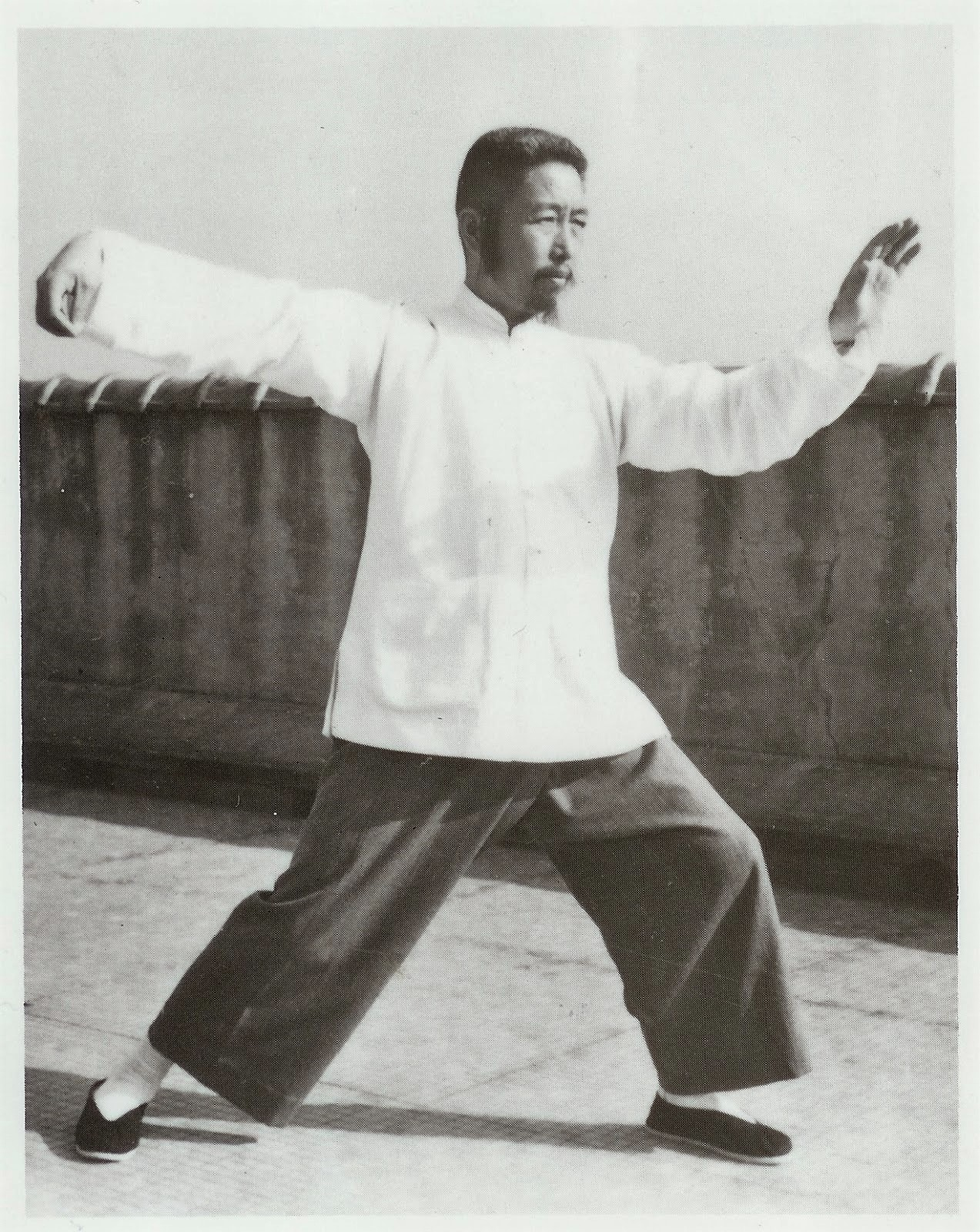
Cheng Man-ch’ing.

Zheng Manqing (en chino, 鄭曼青; Wade-Giles, Cheng Man-ch’ing, 29 de julio de 1902 - † 26 de marzo de 1975) es principalmente conocido como maestro y divulgador del Tai Chi Chuan chino desde mediados del siglo XX. Su contribución fue importante para la divulgación de este arte en occidente y en el sur de Asia.
Desde su infancia adquirió conocimientos básicos de las disciplinas tradicionales chinas en el ámbito familiar, y ya en su adolescencia ayudaba económicamente a su familia gracias a su habilidad como calígrafo y pintor. También publicaba poesía, lo que le valió ser admitido como profesor de poesía en la universidad Yu-wan de Beijing a la edad de 19 años. En 1923 ingresa como profesor de pintura en la Escuela de Bellas Artes de Beijing, y en 1925 enseñó asimismo en la Escuela de Bellas Artes de Shanghái.
En 1926 inició sus estudios de Medicina tradicional china, disciplina que ejerció a lo largo de toda su vida con gran éxito.
Durante esta etapa docente, debido a su constitución débil y el exceso de trabajo, contrajo la tuberculosis, llegando a estar gravemente enfermo.
Aunque ya había iniciado estudios de artes marciales con anterioridad, su grave estado de salud le hace profundizar en el Tai Chi Chuan como alumno del Gran Maestro Yang Cheng-Fu, consiguiendo restablecerse completamente en pocos meses. Tras aprender la forma larga (yang) tradicional de 108 movimientos de su maestro Yang Cheng Fu, y con permiso de éste, desarrolló su propia forma de 37 movimientos (san shi chi), diseñada de forma que consigue reunir todos los elementos básicos y los mismos principios de la forma larga yang, haciéndola no obstante más accesible a sectores más amplios de la población.
En 1930, tras fundar la Escuela de Artes y Cultura China en Beijing, se retira de la docencia para profundizar en sus estudios. En 1933 comienza a enseñar Tai Chi Chuan en la Academia Central del ejército, y a partir de 1936 se dedica por completo a la práctica de la Medicina y a la enseñanza del Tai Chi Chuan, manifestando su deseo de compartir el que consideraba mayor tesoro de la cultura china con la mayor cantidad de gente posible.
En 1949 se refugia en Taiwán, donde crea la Escuela Shr Jung de Tai Chi Chuan, formando a incontables alumnos, muchos de los cuales se convertirán a su vez en grandes maestros como Li Chi Pang. 
Tras viajar a Occidente para exponer sus pinturas y caligrafías, en 1964 se traslada a Nueva York, donde siguió ejerciendo la medicina y enseñando Tai Chi Chuan hasta su muerte.
Cheng Man-ch'ing fue conocido como el "Maestro de las Cinco Excelencias", es decir, las que en China se consideran Las cinco artes, pintura, poesía, caligrafía, medicina y artes marciales., llegando a publicar obras de prestigio en todas las disciplinas, incluyendo Comentarios sobre los grandes clásicos chinos, como el I Ching, el Libro del Tao y la obra de Confucio, además de varios tratados sobre Tai Chi Chuan.
Bibliografía:
- Cheng Tzu's Thirteen Treatises on Tai Chi Chuan,  Cheng Man-ch'ing, North Atlantic Books, Berkeley, California
- Master of Five Excellences, Cheng Man Ch'ing, traslation and commentary by Mark Hennessy, Frog, Ltd., Berkeley, California